# Tora Vasilescu
Tora Vasilescu (numele de scenă al Teodorei Vasilescu; n. 22 martie 1951, Tulcea, România) este o actriță română.

## Biografie
Tora Vasilescu s-a născut în anul 1951.
În perioada 1969-1971 dă de trei ori examen de admitere la Institutul de Artă Teatrală și Cinematografică. Urmează cursurile Institutului în perioada 1971-1975 la clasa profesoarei Eugenia Popovici și-l absolvă ca șefă de promoție. Debutează cinematografic, în anul III de studenție, cu rolul principal în filmul Cursa, în regia lui Mircea Daneliuc.. Are un temperament vulcanic ce susține personaje explodând de vitalitate,pline de nuri și acționând întotdeauna sub semnul unei sincerități și autenticități a trăirilor duse până la vulgaritate.
A fost distinsă de trei ori cu Premiul pentru Interpretare al Uniunii Cineaștilor din România. A câștigat premiul Placheta de aur pentru rolul din Imposibila iubire la Festivalul de film neorealist „Laceno D’Oro” de la Avellino și premiul pentru Cel mai bun rol secundar feminin în Șobolanii roșii.
Tora Vasilescu a fost căsătorită cu regizorul Mircea Daneliuc. Apoi, s-a căsătorit cu Alain Vrdoljak.

## Filmografie
- Elixirul tinereții (1975)
- Cursa (1975)
- Gloria nu cântă (1976)
- Avaria (1978)
- Cine mă strigă (1980)
- Proba de microfon (1980)
- Casa dintre cîmpuri (1980)
- Croaziera (1981)
- Învingătorul (1981)
- De ce trag clopotele, Mitică? (1981)
- Cine iubește și lasă (1982)
- Imposibila iubire (1984)
- Să mori rănit din dragoste de viață (1984)
- Glissando (1984)
- Sosesc păsările călătoare (1985)
- Marele premiu (1985)
- Racolarea (1985)
- Primăvara bobocilor (1987)
- Cuibul de viespi (1987)
- Pădurea de fagi (1987)
- Liliacul înflorește a doua oară (1988)
- Nelu (1988)
- Kilometrul 36 (1989)
- Șobolanii roșii (1990)
- Cel mai iubit dintre pămînteni (1993)
- Balkán! Balkán! (1993)
- Chira Chiralina (1993)
- Fii cu ochii pe fericire (1999)
- Război în bucătărie (2001)
- Occident (2002)
- Ultimul stinge lumina (2003) - Melania Chircu
- Numai iubirea (2004) - Claudia Tudose
- Păcatele Evei (2005) - Olga Nicolau
- Daria, iubirea mea (2006) - Letiția Panait
- Și totul era nimic (2006)
- Legături bolnăvicioase (2006)
- Războiul sexelor (2007) - Margot Sturdza
- Regina (2008) - Cella Serghie
- State de România (2009) - Cella Serghie
- Moștenirea (2010) - Cella Serghie
- Las Fierbinți (2013) - mama lui Giani
- Q.E.D. (film din 2014) (2013) - mama lui Sorin Pârvu
- Un Crăciun altfel! (2014) - Natalia, soția lui Emilian

## Seriale
- O săptămână nebună (2014)
- Altă săptămână nebună (2014)
- Moștenirea (2010-2011) - Cella Serghi
- State de Romania (2009-2010) - Cella Serghi
- Regina (2008) - Cella Serghi
- Războiul sexelor (2007) - Margot Sturdza
- Meseriașii (2007) - Vera Pan
- Daria, iubirea mea (2006) - Letiția Panait
- Prețul iubirii (2006) - Silvia
- E dreptul meu! (2006) - Laura
- Păcatele Evei (2005) - Olga Nicolau
- Numai iubirea (2004) - Claudia Tudose

## Distincții
- Ordinul național „Serviciul Credincios” în grad de Cavaler (1 decembrie 2000) „pentru realizări artistice remarcabile și pentru promovarea culturii, de Ziua Națională a României”[12]

### Interviuri
- „Nu se face cariera la batrinete cu mijloacele de la tinerete“. Interviu cu Tora VASILESCU, Svetlana Cârstean, Observator cultural - numărul 160, martie 2003
- "Oricarei femei ii pare rau dupa ce-a fost odata ca niciodata", Bogdana Tihon Buliga, Formula AS - anul 2007, numărul 763
- TORA VASILESCU: Sunt pe jumatate rusoaica si sunt pasionala, 2 februarie 2010, Alexandra Rotărescu, Revista Tango
- Tora Vasilescu. O intrebare, un raspuns, Alice Manoiu, Formula AS - anul 2004, numărul 644
- Teatru. O intrebare, un raspuns, Alice Manoiu, Formula AS - anul 2006, numărul 726